# O križu in križanih
O križu in križanih je dramsko delo Justa Košute, ki je nastajalo v letih 1948−1955.

## Osebe
- Mikola
- Karlo
- Tinca
- Luka
- Nini
- Kostoca
- Cesar
- Toni, kmet
- Pepa, njegova žena
- botra Lena, oštirka
- dekleta
- spiker

## Vsebina

### 1. Oddaja
Spiker zbira informacije o vasici Križ pri Trstu, rad bi naredil oddajo o Križanih. Najstarejši podatki so iz leta 1489, v vasi so živeli kamnarji, ribiči in kmetje; danes je drugače, mnogi se vozijo v Trst na delo, živine je komaj kaj, a vinograde še zmerom obdelujejo in ribe tudi še lovijo. Spiker najde kriške može, kako gledajo pk morju in čakajo na tune. Radi mu povejo kaj o svoji vasi, tudi križko himno zapojejo. Pod Italijani je niso smeli, ne doma ne v oštariji; ampak v pržonu v Coroneu so jo pa radi zapeli.

### 2. Lov na tune
Tinca, Mikola in Kostoca pazijo na morje, pogled imajo dober, saj leži vas 200 metrov nad morjem. Tudi kolnar na visoki keruni (tunjeri) je na oprezu: prvi, ki bi zagledal ribo, mora opozoriti barko, ki spodaj na gladini čaka z mrežami. Ribo res opazijo, može prevzame neznansko razburjenje, z glasnimi klici v strokovnjaški latovščini usmerjajo barko, da zajame dva vlaka tun. Zdaj je treba mreže spravit na kopno, možje ki vlečejo, bodo za plačilo dobili lep kos tune, Mikola in Cesar pa naskrivaj pred gospodarjem spravita v barko nekaj rib, da bodo zvečer ob vinu za "bruškelcu". Med šalami in petjem spravijo bogati ulov na varno.

### 3. Osmica
Toni in Pepa se odpravljata v Ameriko, kompare jima je pisal, da ima posel z ameriškim zlatom in da bosta dobro živela pri njem. Vendar vse kaže, da sta zamudila vlak za Trst, od koder bi morala s parnikom čez morje do Amerike. Toni se jezi na Pepo, češ da se je predolgo lišpala, Pepa pa nanj, češ da se je ustavljal pri vsaki oštariji. Stopita na osmico pri botri Leni, da bi izvedela, kdaj gre naslednji vlak. Pridejo tudi drugi možje, dobre volje so, saj je bil ulov tun odličen. Ob štefanu si pravijo ribiške zgodbe; o letih bogatega ulova, o delfinu, ki jim je pretrgal mreže itn. V veseli družbi čas teče ko blisk, Toni in Pepa zamudita še zadnji vlak in s tem tudi zadnji parnik. Toni in Pepa se raznežita in skleneta, da ne gresta nikamor – dom je pa le dom! Druščina veselo zapoje križko himno.